# Гюльсюн Сагламер
Гюльсюн Сагламер (тур. Gülsün Sağlamer; нар. 1945) — турецька викладачка та архітекторка. Академік, перша жінка-ректор в Туреччині, президент Європейської асоціації ректорок.

## Біографія
Народилася в 1945 році в турецькому місті Трабзон. Після завершення початкової та середньої освіти в рідному місті навчалася в Школі архітектури в Стамбульському технічному університеті (ITU), де отримала ступінь магістра.
Свої дослідження як докторант Сагламер проводила в Центрі Мартіна на кафедрі архітектури Кембриджського університету (Велика Британія) в 1975—1976 роках. Потім Гюльсюн Сагламер повернулася в Стамбул. У 1978 році стала асоційованим професором Стамбульського технічного університету, а в 1988 році — професором.
Гюльсюн Сагламер була обрана ректором Стамбульського технічного університету і займала цю посаду з 1996 по 2004 рік. Вона стала першою жінкою-ректором в Туреччині. Сагламер також є президентом Європейської асоціації ректорок (англ. European Women Rectors Association). У 2005—2009 року обрана членом правління Асоціації університетів Європи (EUA). Пізніше обрана членом опікунської ради в Університеті Кадир Хас і президентом ради за технологію і технопарки в Туреччині.
Сагламер — член редакційної колегії журналу «Open House». Одна з трьох турецьких науковиць, представлених в оксфордському виданні англ. «Women Scientists: reflections Challanges and Breaking Boundries» Магдольни Харгіттаі.